# Erster Fussball Club Kleve e.V.
Erster Fussball Club Kleve e.V. é uma agremiação esportiva alemã, fundada em 2000, sediada em Kleve, na Renânia do Norte-Vestfália. Foi estabelecida após a fusão de VfB Lohengrin 03 Kleve e Sportclub Kleve 63.
O departamento de futebol é parte de uma série de outros esportes fornecidos pela associação, tais quais tênis, aeróbica, ginástica e karatê.

## História

### Sportclub Kleve 63
SC Kleve foi fundado em 1906 como Fussball Club Cleve e se fundiu com o Spieleverein Cleve 1909, em 1917, para a criação do FC Hohenzollern Cleve. Dois anos depois, foi brevemente conhecido como Verein für und Jungend Volksspiele Cleve antes de se tornar parte do Turnverein Cleve 1863. Em 1924, os jogadores deixaram de formar um clube independente chamado Sportclub Cleve 1863. Depois de 1925, a cidade era conhecida como "Kleve" e o clube desportivo adotou a mesma forma.
Após a Segunda Guerra Mundial, o SC fez aparições ocasionais na parte inferior da tabela atuando na terceira camada da  Amateurliga Niederrhein. Na sequência da reorganização do futebol alemão e da formação da Bundesliga, em 1963, o SC conseguiu se manter por tres temporadas na terceira divisão (1963-1964, 1969-1971), antes de despencar à competição de menor nível local.

### 1. FC Kleve
As equipes antecessoras se uniram em torno do 1. FC Kleve 1863/1903, a partir da fusão de 2000, que formou o clube atual. Em 2003, o 1. FC chegou à Oberliga Nordrhein (IV), na qual competiu até 2008, quando ganhou a promoção para a nova Regionalliga West (IV).

## Títulos

### SC Kleve 63
- Landesliga Niederrhein-2 (IV) campeão: 1969;

### VfB Lohengrin 03 Kleve
- Landesliga Niederrhein-2 (IV) campeão: 1995;

### 1. FC Kleve
- Landesliga Niederrhein-2 (VI) campeão: 2002;
- Verbandsliga Niederrhein (V) campeão: 2003;

## Retrospecto do SC Kleve 1863
| Temporada | Liga                                  | Lugar | Situação |
| --------- | ------------------------------------- | ----- | -------- |
| 1963-64   | Verbandsliga Niederrhein (III)        | 15ª   | ↓        |
| 1964-65   | Landesliga Niederrhein (Grupo 2) (IV) | 3ª    |          |
| 1965-66   | Landesliga Niederrhein (Grupo 2) (IV) | 14ª   |          |
| 1966-67   | Landesliga Niederrhein (Grupo 2) (IV) | 5ª    |          |
| 1967-68   | Landesliga Niederrhein (Grupo 2) (IV) | 2ª    |          |
| 1968-69   | Landesliga Niederrhein (Grupo 2) (IV) | 1ª    | ↑        |
| 1969-70   | Verbandsliga Niederrehein (III)       | 6ª    |          |
| 1970-71   | Verbandsliga Niederrehein (III)       | 16ª   | ↓        |
| 1971-72   | Landesliga Niederrhein (Grupo 3) (IV) | 2ª    |          |
| 1972-73   | Landesliga Niederrhein (Grupo 3) (IV) | 7ª    |          |
| 1973-74   | Landesliga Niederrhein (Grupo 3) (IV) | 7ª    |          |
| 1974-75   | Landesliga Niederrhein (Grupo 3) (IV) | 4ª    |          |
| 1975-76   | Landesliga Niederrhein (Grupo 3) (IV) | 7ª    |          |
| 1976-77   | Landesliga Niederrhein (Grupo 3) (IV) | 3ª    |          |
| 1977-78   | Landesliga Niederrhein (Grupo 3) (IV) | 10ª   |          |
| 1978-82   | ?                                     |       |          |
| 1982-83   | Verbandsliga Niederrhein (III)        | 9ª    |          |
| 1983-84   | Verbandsliga Niederrhein (III)        | 2ª    |          |
| 1984-85   | Verbandsliga Niederrhein (III)        | 5ª    |          |
| 1985-86   | Verbandsliga Niederrhein (III)        | 8ª    |          |
| 1986-87   | Verbandsliga Niederrhein (IV)         | 12ª   |          |
| 1987-88   | Verbandsliga Niederrhein (IV)         | 7ª    |          |
| 1988-89   | Verbandsliga Niederrhein (IV)         | 11ª   |          |
| 1989-90   | Verbandsliga Niederrhein (IV)         | 16ª   | ↓        |
| 1990-91   | Landesliga Niederrhein (Grupo 2) (IV) | 5ª    |          |
| 1991-92   | Landesliga Niederrhein (Grupo 3) (VI) | 6ª    |          |
| 1992-93   | Landesliga Niederrhein (Grupo 2) (V)  | 4ª    |          |
| 1993-94   | Landesliga Niederrhein (Grupo 2) (V)  | 6ª    |          |
| 1994-95   | Landesliga Niederrhein (Grupo 2) (VI) | 3ª    |          |
| 1995-96   | Landesliga Niederrhein (Grupo 2) (VI) | 2ª    |          |
| 1996-97   | Landesliga Niederrhein (Grupo 3) (VI) | 4ª    |          |
| 1997-98   | Landesliga Niederrhein (Grupo 3) (VI) | 3ª    |          |
| 1998-99   | Landesliga Niederrhein (Grupo 3) (VI) | 8ª    |          |
| 1999-00   | Landesliga Niederrhein (Grupo 3) (VI) | 3ª    |          |

## Retrospecto do VfB Lohengrin 03 Kleve
| Temporada | Liga                                  | Lugar | Situação |
| --------- | ------------------------------------- | ----- | -------- |
| 1964-65   | Landesliga Niederrhein (Grupo 2) (IV) | 7ª    |          |
| 1965-66   | Landesliga Niederrhein (Grupo 2) (IV) | 14ª   |          |
| 1968-69   | Landesliga Niederrhein (Grupo 2) (IV) | 4ª    |          |
| 1969-70   | Landesliga Niederrhein (Grupo 3) (IV) | 12ª   |          |
| 1970-71   | Landesliga Niederrhein (Grupo 3) (IV) | 4ª    |          |
| 1971-72   | Landesliga Niederrhein (Grupo 3) (IV) | 3ª    |          |
| 1972-73   | Landesliga Niederrhein (Grupo 3) (IV) | 11ª   |          |
| 1973-74   | Landesliga Niederrhein (Grupo 3) (IV) | 4ª    |          |
| 1974-75   | Landesliga Niederrhein (Grupo 3) (IV) | 8ª    |          |
| 1975-76   | Landesliga Niederrhein (Grupo 3) (IV) | 13ª   |          |
| 1976-77   | Landesliga Niederrhein (Grupo 3) (IV) | 10ª   |          |
| 1977-78   | Landesliga Niederrhein (Grupo 3) (IV) | 6ª    |          |
| 1978-90   | ?                                     |       |          |
| 1990-91   | Landesliga Niederrhein (Grupo 2) (VI) | 2ª    |          |
| 1991-92   | Landesliga Niederrhein (Grupo 3) (VI) | 4ª    |          |
| 1992-93   | Landesliga Niederrhein (Grupo 2) (V)  | 7ª    |          |
| 1993-94   | Landesliga Niederrhein (Grupo 2) (V)  | 4ª    |          |
| 1994-95   | Landesliga Niederrhein (Grupo 2) (V)  | 1ª    | ↑        |
| 1995-96   | Verbandsliga Niederrhein (V)          | 14ª   |          |
| 1996-97   | Landesliga Niederrhein (Grupo 3) (VI) | 8ª    |          |
| 1997-98   | Landesliga Niederrhein (Grupo 3) (VI) | 8ª    |          |
| 1998-99   | Landesliga Niederrhein (Grupo 3) (VI) | 5ª    |          |

## Retrospecto do 1. FC Kleve
| Temporada | Liga                     | Lugar | Situação        |
| --------- | ------------------------ | ----- | --------------- |
| 2000/01   | Landesliga Niederrhein   | 2ª    |                 |
| 2001/02   | Landesliga Niederrhein   | 1ª    | ↑               |
| 2002/03   | Verbandsliga Niederrhein | 1ª    | ↑               |
| 2003/04   | Oberliga Nordrhein       | 9ª    |                 |
| 2004/05   | Oberliga Nordrhein       | 6ª    |                 |
| 2005/06   | Oberliga Nordrhein       | 3ª    |                 |
| 2006/07   | Oberliga Nordrhein       | 7ª    |                 |
| 2007/08   | Oberliga Nordrhein       | 4ª    | ↑               |
| 2008/09   | Regionalliga West        | 18ª   | ↓               |
| 2009/10   | NRW-Liga                 | 10ª   |                 |
| 2010/11   | NRW-Liga                 | 18ª   | ↓ (Insolvência) |
| 2011/12   | Landesliga Niederrhein   |       |                 |